# Will Acton
William Kevin Acton, dit Will Acton (né le 16 juillet 1987 à Edina dans l'État de Minnesota aux États-Unis) est un joueur professionnel canadien de hockey sur glace et américain. Il évolue au poste de centre. Son père Keith a également été joueur de hockey professionnel.

## Biographie
Après avoir terminé ses études à l'Université d'État du lac Supérieur où il a joué avec l'équipe de hockey sur glace des Lakers, il rejoint les Marlies de Toronto de la Ligue américaine de hockey en mars 2011. Il joue deux saisons complètes avec les Marlies avant de signer en juillet 2013 un contrat dans la Ligue nationale de hockey avec les Oilers d'Edmonton d'une durée de deux ans. 
Il fait ses débuts dans la LNH au cours de la saison 2013-2014 et joue 30 matchs avec les Oilers mais joue également une partie de la saison avec le club-école de l'équipe, les Barons d'Oklahoma City. La saison suivante, il passe aux Canucks de Vancouver en novembre 2014 mais ne joue pas un match avec l'équipe, jouant plutôt pour son club-école, les Comets d'Utica.
En septembre 2015, il part jouer en Allemagne après avoir accepté un contrat avec les Schwenningen Wild Wings qui évoluent au championnat allemand.

## Statistiques
| Saison     | Équipe                             | Ligue      |    | Saison régulière | Saison régulière | Saison régulière | Saison régulière | Saison régulière |   | Séries éliminatoires | Séries éliminatoires | Séries éliminatoires | Séries éliminatoires | Séries éliminatoires |
| Saison     | Équipe                             | Ligue      | PJ | B                | A                | Pts              | Pun              | PJ               | B | A                    | Pts                  | Pun                  |                      |                      |
| 2003-2004  | Spirit de Stouffville              | OPJHL      | 1  | 1                | 0                | 1                | 0                | -                | - | -                    | -                    | -                    |                      |                      |
| 2004-2005  | Spirit de Stouffville              | OPJHL      | 41 | 5                | 8                | 13               | 28               | -                | - | -                    | -                    | -                    |                      |                      |
| 2005-2006  | Spirit de Stouffville              | OPJHL      | 48 | 11               | 20               | 31               | 38               | -                | - | -                    | -                    | -                    |                      |                      |
| 2006-2007  | Spirit de Stouffville              | OPJHL      | 33 | 16               | 13               | 29               | 63               | -                | - | -                    | -                    | -                    |                      |                      |
| 2007-2008  | Université d'État du lac Supérieur | CCHA       | 36 | 6                | 7                | 13               | 22               | -                | - | -                    | -                    | -                    |                      |                      |
| 2008-2009  | Université d'État du lac Supérieur | CCHA       | 38 | 7                | 9                | 16               | 53               | -                | - | -                    | -                    | -                    |                      |                      |
| 2009-2010  | Université d'État du lac Supérieur | CCHA       | 36 | 10               | 14               | 24               | 39               | -                | - | -                    | -                    | -                    |                      |                      |
| 2010-2011  | Université d'État du lac Supérieur | CCHA       | 34 | 9                | 15               | 24               | 18               | -                | - | -                    | -                    | -                    |                      |                      |
| 2010-2011  | Royals de Reading                  | ECHL       | 1  | 0                | 0                | 0                | 0                | -                | - | -                    | -                    | -                    |                      |                      |
| 2010-2011  | Marlies de Toronto                 | LAH        | 5  | 0                | 0                | 0                | 0                | -                | - | -                    | -                    | -                    |                      |                      |
| 2011-2012  | Marlies de Toronto                 | LAH        | 69 | 7                | 9                | 16               | 58               | 17               | 1 | 1                    | 2                    | 9                    |                      |                      |
| 2012-2013  | Marlies de Toronto                 | LAH        | 67 | 8                | 11               | 19               | 60               | 9                | 4 | 2                    | 6                    | 12                   |                      |                      |
| 2013-2014  | Oilers d'Edmonton                  | LNH        | 30 | 3                | 2                | 5                | 21               | -                | - | -                    | -                    | -                    |                      |                      |
| 2013-2014  | Barons d'Oklahoma City             | LAH        | 47 | 12               | 11               | 23               | 74               | 3                | 0 | 1                    | 1                    | 0                    |                      |                      |
| 2014-2015  | Oilers d'Edmonton                  | LNH        | 3  | 0                | 0                | 0                | 5                | -                | - | -                    | -                    | -                    |                      |                      |
| 2014-2015  | Barons d'Oklahoma City             | LAH        | 6  | 1                | 1                | 2                | 2                | -                | - | -                    | -                    | -                    |                      |                      |
| 2014-2015  | Comets d'Utica                     | LAH        | 45 | 11               | 8                | 19               | 26               | 9                | 1 | 2                    | 3                    | 2                    |                      |                      |
| 2015-2016  | Schwenningen Wild Wings            | DEL        | 46 | 16               | 39               | 55               | 67               | -                | - | -                    | -                    | -                    |                      |                      |
| 2016-2017  | Schwenningen Wild Wings            | DEL        | 52 | 16               | 28               | 44               | 55               | -                | - | -                    | -                    | -                    |                      |                      |
| 2017-2018  | Schwenningen Wild Wings            | DEL        | 51 | 18               | 30               | 48               | 30               | 2                | 2 | 0                    | 2                    | 0                    |                      |                      |
| 2018-2019  | Ice Tigers de Nuremberg            | DEL        | 52 | 12               | 23               | 35               | 8                | 8                | 0 | 1                    | 1                    | 2                    |                      |                      |
| 2019-2020  | Ice Tigers de Nuremberg            | DEL        | 52 | 9                | 24               | 33               | 36               | -                | - | -                    | -                    | -                    |                      |                      |
| Totaux LNH | Totaux LNH                         | Totaux LNH | 33 | 3                | 2                | 5                | 26               | -                | - | -                    | -                    | -                    |                      |                      |